# Ceremonia
El término ceremonia se refiere a un acto solemne que se lleva a cabo según normas o ritos establecidos. En su sentido más básico es un ritual. Proviene del bajo latín ceremonia y del latín clásico caeremonia/Caerimonia: rito religioso, veneración o reverencia. Deriva a su vez del latín Caere (condición/nombre de antigua ciudad etrusca) y Monia / Munus (estado del ser/espectáculo público).

## Origen de las ceremonias
El ser humano tiene conciencia de sí mismo y de los demás. La habilidad cognitiva para entender que los otros seres humanos poseen sus propios estados mentales es lo que los psicólogos del desarrollo llaman desarrollar una teoría de la mente respecto a los congéneres. Esta habilidad cognitiva de los seres humanos está detrás del hecho de que estos atribuyan frecuentemente intenciones y propósitos a los fenómenos naturales y sociales de diversas maneras: el animismo es la atribución de animacidad a objetos, otras formas de religión incluyen la personalización de fenómenos naturales incontrolables, pero necesarios para su vida y supervivencia. En su casi nulo entendimiento de ellos - el calor, la lluvia, los relámpagos, las estrellas en el cielo, la luna, los temblores, la tierra que daba frutos - las gentes de la Prehistoria y de la Edad Antigua entendieron que había que observar algunas normas de respeto hacia ellos, darles un trato exclusivo, diferente que a las demás cosas. La personalización de ciertos fenómenos fue el origen del desarrollo de la creencia en entidades o seres superiores a los hombres que controlan dichos hechos. La actitud de reverencia hacia los propios fenómenos naturales y los seres que presuntamente los controlaban llevó al desarrollo espontáneo de ceremonias con congraciamiento con ellos.
La Ceremonia, es en sí misma, una actitud exclusiva hacia determinado acontecimiento, muchas de ellas basadas en las tradiciones culturales y también basadas en rituales cuyo sentido es hacer de una cosa o acontecimiento cotidiano algo especial, que conlleve un mayor grado de respeto. Así las ceremonias han abarcado a todas y cada una de las culturas y sus creencias.
Según el pensamiento ilustrado moderno, derivado del humanismo renacentista, este sentido de respeto hacia la divinidad, por la exclusividad que ciertos grupos pretenden adjudicarle a sus propias creencias, se ve opacado y contradice sus propias enseñanzas, argumentando que los demás grupos y sus creencias existirían en igualdad de derechos, al menos para ese Dios que se ostenta.

## Ceremonias con enfoque religioso
Una ceremonia es el signo exterior o manifestación de los sentimientos del corazón. Tal parece ser la etimología de este término. Se deriva de ker, cor, el corazón y de moneo, advertir, dar a conocer. 

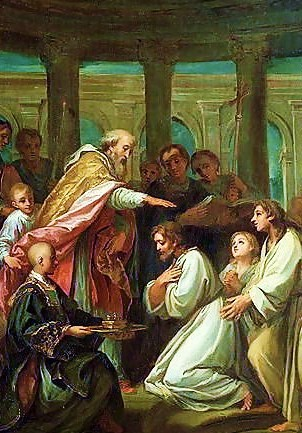
Ceremonia del bautismo de San Agustín. Juan de Bolonia 1702)

### Enfoque bíblico o judeocristiano
Desde el principio de los tiempos en que el hombre no había recibido otras lecciones que las de Dios, le hicieron ofrendas y sacrificios; le elevaron votos, levantaron altares, los consagraron con efusiones de aceite y perfumes, juraron por su santo nombre, le tomaron por testimonio de sus alianzas, usaron de purificaciones, comieron en común la carne de las víctimas, etc. Así es como la historia santa nos pinta la religión de los patriarcas.
Moisés prescribió los ritos que debían observar los judíos. Las leyes ceremoniales fueron unidas a sus leyes civiles. Mas este ceremonial no era absolutamente nuevo para ellos. Una parte había sido ya practicada por sus padres. En vano el caballero Marsham, Spencer y otros, decían que la mayor parte de las ceremonias judías eran copiadas de las de los egipcios. Los patriarcas usaron de ellas para honrar a Dios antes que los egipcios las profanasen con la idolatría. Un gran número de estos ritos tendía a preservar a los judíos de las supersticiones de sus vecinos.[cita requerida]
Jesucristo instituyó por sí mismo una parte de las ceremonias cristianas y dejó a los apóstoles el cuidado de establecer las demás. Desde los tiempos apostólicos, aun en medio de las persecuciones, vemos ya una liturgia, sacramentos, un clero, una jerarquía. En el siglo IV, cuando la iglesia tuvo libertad para practicar su culto públicamente, la liturgia se puso por escrito mas se había recibido por tradición de los apóstoles. En las diferentes iglesias de Oriente y Occidente, en las lenguas griega, siriaca y latina se encontró con la misma en cuanto a su esencia. 
Bajo la ley de Moisés los ritos religiosos estaban destinados a persuadir a los judíos que Dios es no solo el único Señor de la naturaleza, sino el soberano legislador, el fundador y el padre de la sociedad civil, el árbitro de las naciones que dispone de su suerte como le place, las recompensa con la prosperidad o las castiga con las desgracias. La mayor parte de las ceremonias judías eran otros tantos monumentos de los hechos milagrosos que probaban la misión de Moisés, la protección especial de Dios sobre su pueblo, la certeza de las promesas que Dios le había hecho. Debían, pues, tener a los judíos en guardia contra el error general de los demás pueblos, respecto a los dioses locales, indígenas y nacionales a los que ofrecían sus inciensos. Sus profetas dicen que Dios que no ha prescrito a los judíos esa multitud de ceremonias más que para reprimir su inclinación a la idolatría. Ezeq. c. 22, y. 3 y sig.; Jerem. c. 7, f. 22. Estos mismos profetas repitieron muchas veces a los judíos que el culto ceremonial no puede agradar a Dios sino en tanto que es la expresión de los sentimientos del corazón. 

#### Ceremonias cristianas

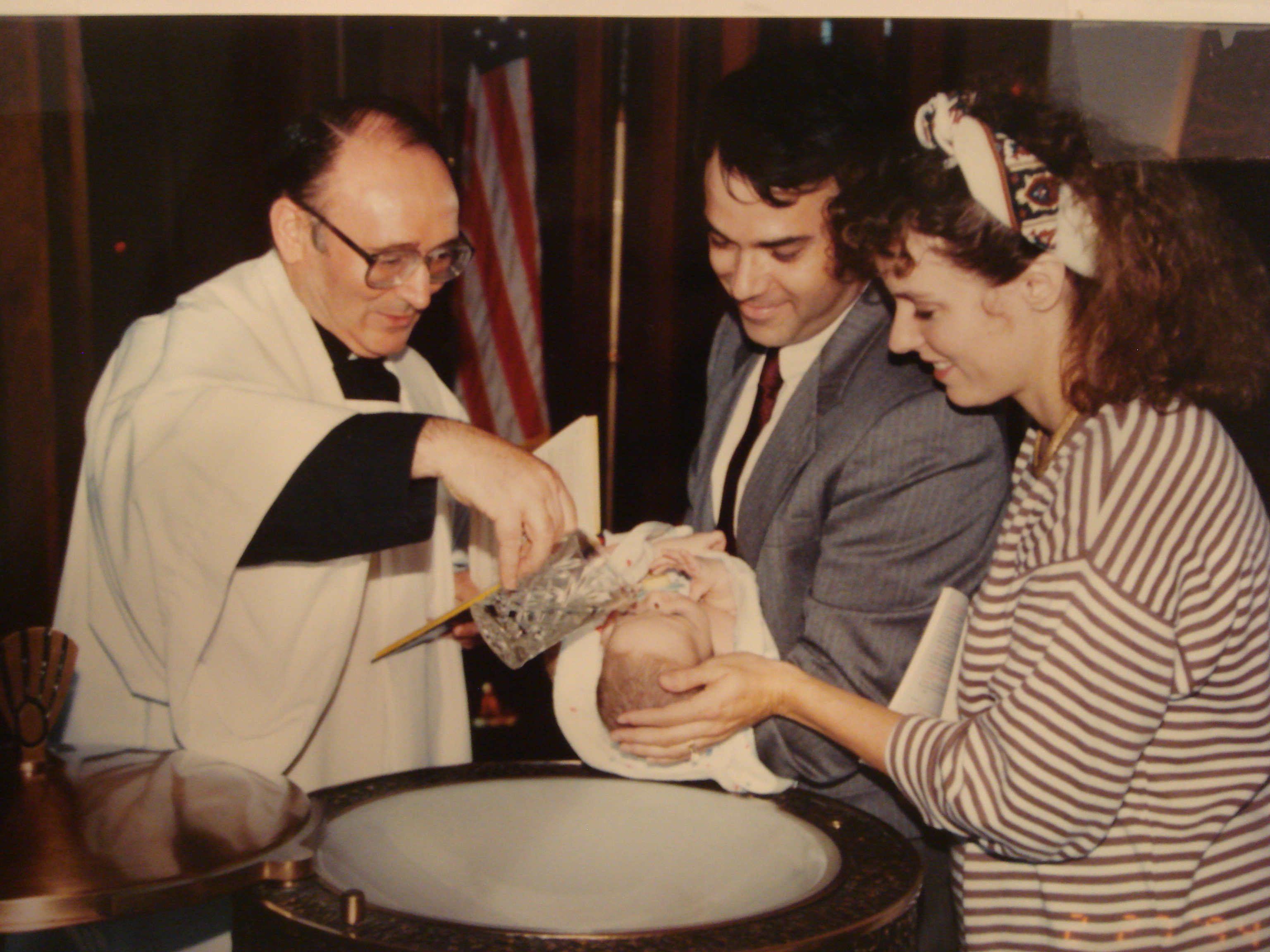
Ceremonia del bautismo

En el cristianismo las ceremonias ponen continuamente a la vista un Dios santificador de las almas que por medio de Jesucristo, su hijo, ha protegido a los libres del pecado y de la condenación; que por medio de gracias continuas provee a todas las necesidades del alma, que ha establecido entre todos los hombres, de cualquier nación que sean una sociedad religiosa universal que se conoce como comunión de los santos. 
Así, en el cristianismo, lo mismo que en las dos épocas anteriores, las ceremonias son: 
1. Un monumento de los hechos que prueban la divinidad de la religión; se celebra en sus fiestas el nacimiento, los milagros, los padecimientos, la muerte, la resurrección de Jesucristo y la venida del Espíritu Santo. Se remonta a la misma fecha de los acontecimientos y fue establecido por testigos oculares.
2. Es una profesión de fe de las enseñanzas de Jesucristo que marcha a la par de la Sagrada Escritura y determina su sentido: las ceremonias del bautismo enseñan la corrupción de la naturaleza humana por el pecado; las de la liturgia  atestiguan la presencia  de Jesucristo; el signo de la cruz  representa los misterios de la Santísima Trinidad, de la Encarnación y de la Redención, etc.Ceremonia cristiana de boda

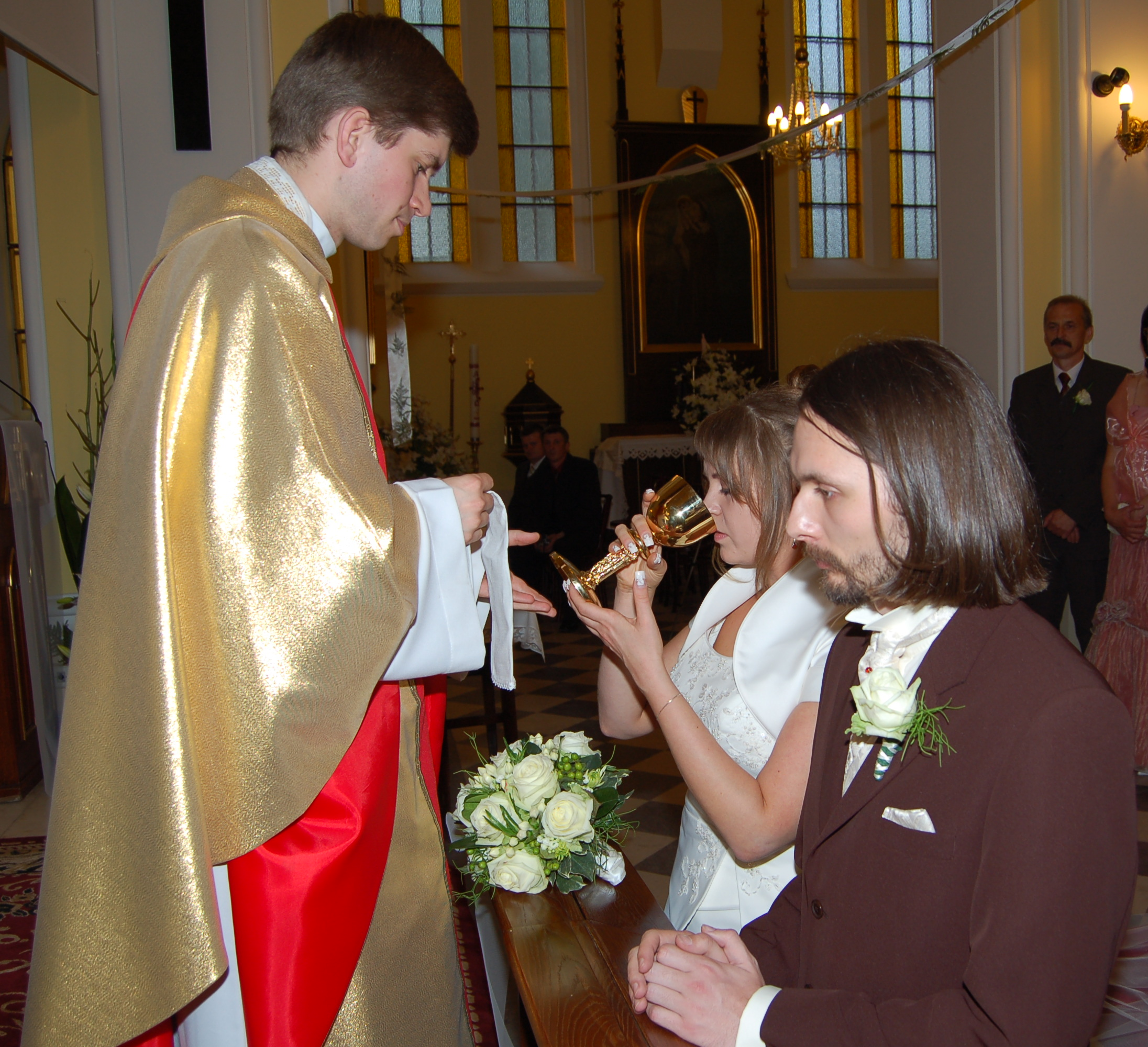
Ceremonia cristiana de boda

3. Son otras tantas lecciones de moral que enseñan los deberes del cristiano, advierten las virtudes que se deben practicar y los vicios hay que evitar. 
  1. el ceremonial del bautismo es un cuadro de las obligaciones del cristiano
  2. el del matrimonio un catecismo sobre los deberes mutuos de los esposos
  3. el del orden una instrucción para los sacerdotes
  4. las bendiciones de la Iglesia predican el reconocimiento y la sumisión hacia Dios, el uso moderado de los bienes de este mundo, etc.
4. Las ceremonias son unos lazos de las sociedades que reúnen a los fieles al pie de los altares, que aproximan las condiciones desiguales, que contribuyen a suavizar las costumbres y al reposo de la sociedad
  1. el matrimonio y el bautismo aseguran la conservación y educación de los hijos, el estado y los derechos del ciudadano
  2. las exequias a los difuntos se han establecido no solo para atestiguar el dogma de la resurrección futura sino para seguridad de los vivos: es una precaución contra las muertes clandestinas y por consiguiente contra el homicidio
  3. la penitencia y la confesión previenen del pecado
  4. la comunión coloca a todos en la misma mesa
  5. etc.

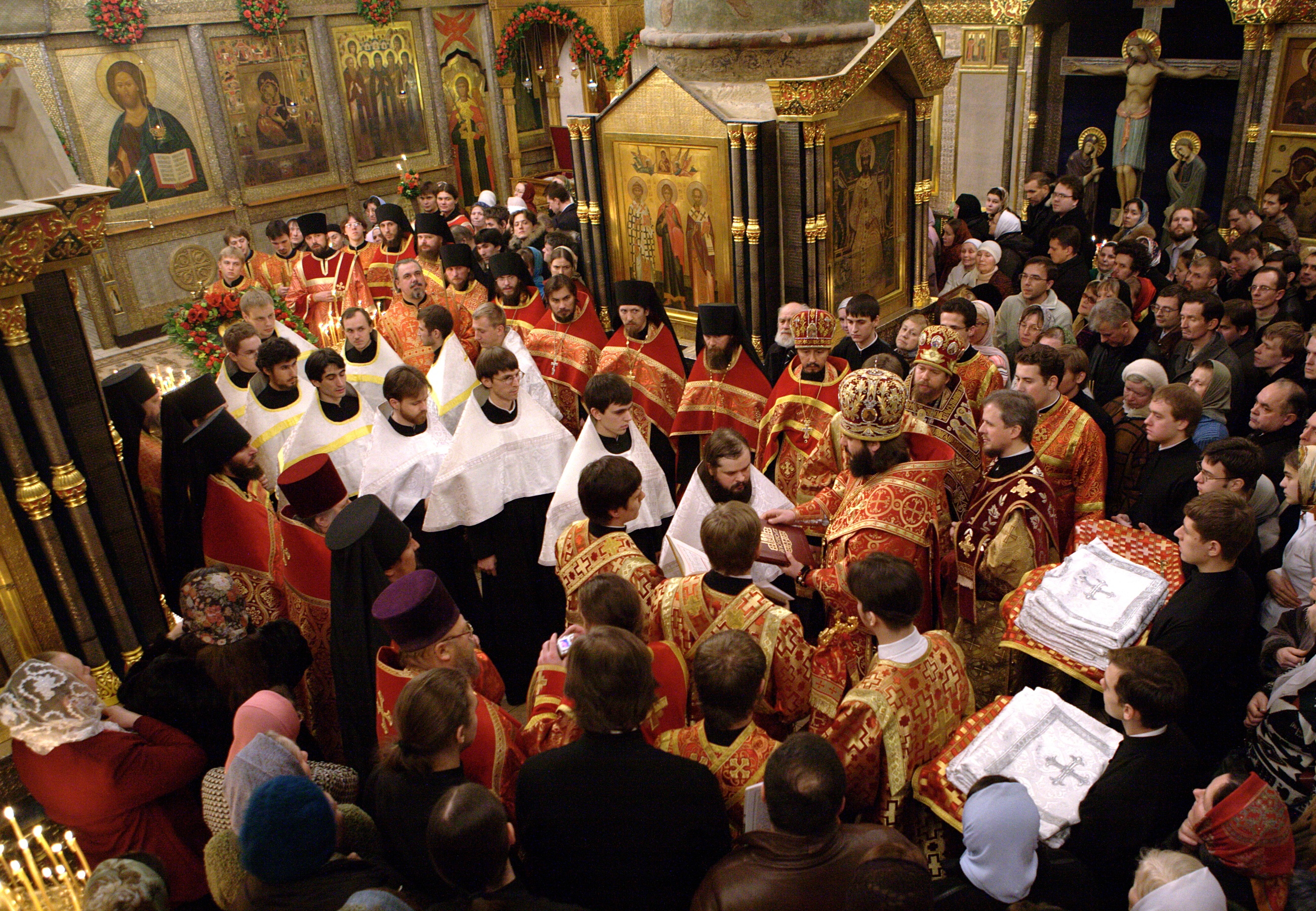
Ceremonia de ordenación de lectores en un seminario ruso

Cuando un dogma católico ha sido atacado por los herejes, la Iglesia ha hecho de él una profesión más expresa en su culto y ha multiplicado las fórmulas que le expresaban. Así, como el misterio de la Santísima Trinidad fue atacado desde luego por los gnósticos, los sabelianos, los arrianos, los tracedomanos, etc., la Iglesia, para atestiguar su fe a las tres personas divinas, ha adoptado en todo el número de tres: de aquí el Kyrie repetido tres veces en honor de cada una; el Trisagio o tres veces santo, la triple inmersión por el bautismo, la doxología colocada al fin de cada salmo, etc. 
Los defensores de la ortodoxia han opuesto:
- a los arrianos, los cánticos de los fieles
- a los pelagianos, las oraciones del oficio divino
- a los berengarios, la adoración de la Eucaristía, etc.

##### Ceremonias protestantes

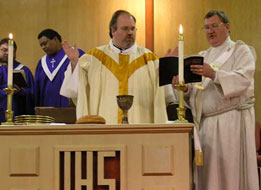
Eucaristía metodista

Los protestantes más extremos dicen que las ceremonias de la Iglesia son supersticiones nuevas desconocidas por los primeros fieles, un manantial infalible de errores para el pueblo, un efecto de la ambición de los sacerdotes. Por consiguiente, las han quitado y proscrito llamando reforma a este cambio. Otros dicen que son restos del judaísmo. Pero dando a luz la liturgia en el siglo IV parece que no se hizo más que redactar por escrito lo que había sido practicado en los tres siglos anteriores porque el Apocalipsis manifiesta ya el plan de la liturgia tal como San Justino la representó en el siglo II y San Cirilo de Jerusalén en el III. Esto es lo que ha demostrado el abate Renaudoten los tomos 1 y 5 de la Perpetuidad de la Fe y después de él el P. Lebrun.
Desde la reforma protestante, la iglesia católica hizo el culto de la Eucaristía más pomposo, la invocación de la Santísima Virgen y de los santos más frecuente, la liturgia más majestuosa. Las tres principales corrientes protestantes no están de acuerdo acerca de las ceremonias que era preciso separar o conservar:
- los calvinistas casi las han suprimido todas; no han conservado más que el bautismo y la cena, desterrando todos los ritos antiguos
- los luteranos han conservado algunas más y si hubiese estado en la mano de Lutero tendrían mayor número más se vio obligado a ceder a algunos otros reformadores: así escribía en 1538 a Guillermo Prawest, su amigo.
- Los anglicanos, más moderados, son los que menos se separaron de ellas

Los protestantes conservaron de las ceremonias las reuniones de religión y el canto, el bautismo, que es una purificación o una lustración, la cena, que es una comida religiosa, las fiestas, los ayunos solemnes, la imposición de las manos, las exequias a los difuntos. Se ponen de rodillas para orar y algunos hacen la señal de la cruz.

###### Crítica a las ceremonias católicas

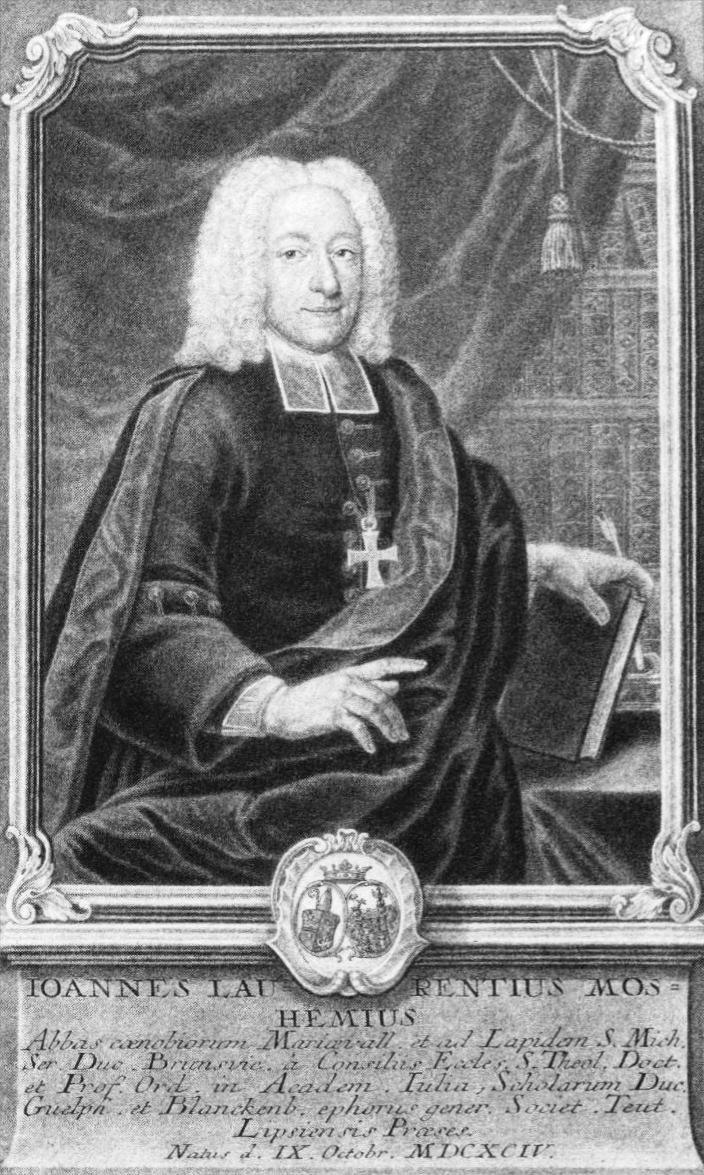
Johannes Mosheim, escritor luterano y crítico de las ceremonias católicas

Algunos autores han creído que no había en las ceremonias nada de moral ni de misterioso, que todas se fundaban sobre razones físicas e históricas. Según su opinión, se emplea el incienso para eliminar los malos olores, los cirios para disipar las tinieblas de la noche, los diferentes gestos para hacer alusión a las palabras que se pronuncian, etc. Este es el sistema que siguió Don Claudio Vert en su Explicación literal e histórica de las ceremonias de la Iglesia. 
Mosheim dice, como los calvinistas, que Jesucristo no instituyó más que dos ceremonias, el bautismo y la cena. Mosheim confiesa que los apóstoles instituyeron muchas ceremonias y que los progresos del cristianismo hicieron esta institución necesaria. Mas él traía de hacer sospechosos los motivos que se propusieron los sucesores de los apóstoles. Dice que en el siglo II se establecieron muchas ceremonias nuevas: 
1. por condescendencia con los indios y los paganos que estaban acostumbrados a un culto exterior pomposo y a fin de atraerlos más fácilmente al cristianismo
2. para refutar la acusación de ateísmo que los paganos hacían a los cristianos porque no veían en estos últimos ningún aparato de religión
3. porque de los judíos se sacaron los términos de pontífice, sacerdotes, levitas, sacrificio, altar, etc.
4. a fin de imitar los misterios del paganismo que inspiraban respeto por la religión
5. para conformarse al gusto de los orientales que gustaban enseñar de una manera simbólica y misteriosa
6. para contemporizar las antiguas preocupaciones de los prosélitos judíos y paganos. Hist. Crist. Proleg., c. 2, §. 5, y ver. 2, §. 36; Inst. maj. saec. 1ª, parte 2ª, c. 4, §.7; Hist. eccles. del siglo II, 2ª parte, c. 4, §. 1.° y sig., etc.

Cree que en el siglo III el número de ceremonias se aumentó también porque los padres de la Iglesia adoptaron las ideas de Pitágoras y Platón relativas al poder de los demonios sobre el cuerpo y las almas. De aquí nacieron según él los exorcismos y los demás ritos del bautismo, las bendiciones de los alimentos y de las demás cosas usuales, la estimación por las mortificaciones y la continencia, las penitencias rigurosas impuestas a los pecadores escandalosos, el horror a los excomulgados, etc. Dice que el número de las ceremonias inventadas en el siglo IV parecía ya excesivo a San Agustín. Epist. 55 ad. Januar. c.19, núm. 35.
Se opone a las conjeturas de Mosheim la adhesión que las iglesias fundadas por los apóstoles en las diferentes partes del mundo conservaban por las lecciones de sus fundadores la profesión que hacen los padres más antiguos de atenerse a lo que los apóstoles habían establecido y la imposibilidad de introducir al mismo tiempo un uso nuevo en las iglesias de Egipto, Arabia, Siria, Persia, Asia menor, Grecia, Italia, las Galias, España y las costas del África: durante, las persecuciones del segundo y tercer siglo había muy poca relación entre estas sociedades diferentes. 
En los escritos de los padres del segundo y tercer siglo, en las obras de los apologistas lejos de hallar ningún vestigio de condescendencia hacia las preocupaciones y hábitos de los judíos o de los paganos, vemos todo lo contrario, una afectación marcada por parte de estos escritores de atacar de frente las ideas y nociones del paganismo y del judaísmo y oponer a ellas las que los cristianos recibieron de Jesucristo y de los apóstoles. Se pueden comparar sobre este punto las apologías de San Justino, de Tertuliano, de Minucio Félix, de Orígenes, etc. Por una parte los protestantes objetan el silencio de estos escritores en relación con las ceremonias de que hablan los autores del siglo IV. Por otra suponen que fueron aquellos doctores silenciosos o sus contemporáneos quienes las establecieron y se han avergonzado de enseñar a los paganos lo que se hacía en la Iglesia cristiana por condescendencia hacia ellos. Se presume que los padres y los cristianos del segundo y tercer siglo formaron su creencia sobre los libros del Nuevo Testamento más que sobre la doctrina de los filósofos paganos.

## Ceremonias sin enfoque religioso
Las diferentes culturas y religiones fueron imponiendo la mayoría de los rituales que componen cada una de las ceremonias que subsisten hasta la actualidad. Sin embargo, en la medida en que una parte de la población mundial no profesa ninguna religión y otra parte ha quedado relegada a la participación en los rituales de ciertas religiones, por haber perdido esta aptitud, se han ido gestando nuevas ceremonias, denominadas «laicas», cuyas formas pueden contener rituales tradicionales más su contenido difiere de la temática religiosa, adquiriendo relevancia el rito de que se trate (por ejemplo, en las ceremonias nupciales, la temática que subyace es el amor, la pareja, la familia, su historia, etc.).